# Julia Kristeva
Julia Kristeva (Szliven, 1941. június 24. –) bolgár-francia filozófus, irodalomkritikus, szemiológus, pszichoanalitikus és újabban író.

## Életpályája
Bulgáriában született, az 1960-as évek óta Franciaországban él. A Paris Diderot Egyetem professzor emeritája. Több mint 30 könyv szerzője. Ezek közül a legfontosabbak: A borzalom ereje (Pouvoirs de l'horreur. Essai sur l'abjection), Mesék a szerelemről (Histoires d'amour) Fekete nap: Depresszió és melankólia (Soleil noir. Dépression et mélancolie), Proust és az idő érzékelése (Le Temps sensible. Proust et l'expérience littéraire), illetve A női géniusz (Le Génie féminin) című trilógia. 

## Munkássága
Kristeva első könyve, a Semeiotikè (1969) megjelenése után vált a nemzetközi irodalomkritika, kultúratudományok és a feminizmus fontos alakjává. Hatalmas életművében az intertextualitás, a szemiológia és az abjekt fogalmát tárgyaló könyvek és esszék mellett nyelvészeti, irodalomelméleti, pszichoanalitikai, életrajzi és önéletrajzi, valamint politika- és kultúrkritikai írások éppúgy szerepelnek, mint művészeti és művészettörténeti művek. A strukturalizmus és posztstrukturalizmus kiemelkedő gondolkodója. 
2008-ban megalapította a Simone de Beauvoir-díjat.

## Díjai, elismerései
- Francia Köztársaság Becsületrendje
- Francia Köztársaság Nemzeti Érdemrendje
- Holberg Nemzetközi Emlékdíj
- Hannah Arendt-Díj
- Vision 97 Alapítványi Díj (Havel Alapítvány)

## Magyarul
- Adalék a gondolkodás tétjéhez; ford. Romhányi Török Gábor; Napkút, Bp., 2008
- Önmaga tükrében idegenként; ford. Kun János Róbert; Napkút, Bp., 2010 (Kútfő bibliotéka)
- Kezdetben volt a szerelem. Pszichoanalízis és hit; ford. Tóth Réka, Kun János Róbert; Napkút, Bp., 2012
- Gyilkosság Bizáncban; ford. Romhányi Török Gábor; Napkút, Bp., 2014

## Fordítás
- Ez a szócikk részben vagy egészben  a   Julia Kristeva című angol Wikipédia-szócikk ezen változatának fordításán alapul.  Az eredeti cikk szerkesztőit annak laptörténete sorolja fel. Ez a jelzés csupán a megfogalmazás eredetét és a szerzői jogokat jelzi, nem szolgál a cikkben szereplő információk forrásmegjelöléseként.